# 許績勝
許績勝（1964年1月2日—），臺灣已退役田径运动员，專項為中长跑，並保持著马拉松及10000米赛跑全國紀錄，曾代表中華台北於1996年亞特蘭大奧運男子馬拉松項目出賽。目前任教於國立臺灣體育運動大學競技運動學系．
1995年，許績勝在別府大分每日馬拉松以2小時14分35秒創下全國紀錄，此紀錄高懸30年至今仍無人能破，因而被稱作「許績勝障礙」。

## 外部連結
- 許績勝在的頁面